# Mallophora lynchi
Mallophora lynchi är en tvåvingeart som beskrevs av Gemignani 1930. Mallophora lynchi ingår i släktet Mallophora och familjen rovflugor. Inga underarter finns listade i Catalogue of Life.